# 전주류씨 시사재
전주류씨 시사재(全州柳氏 時思齋)는 대한민국 전북특별자치도 전주시 덕진구에 있다. 2016년 11월 30일 전주시의 향토문화유산 제6호로 지정되었다.

## 개요
시사재는 전주 류씨의 시조인 류습의 부인 전주 최씨의 재사이며, 초창은 류복명이 1734년(영조 10년)에 한 것으로 알려져 있으며 이후 여러 차례의 중건 및 중수를 거쳐 현재에 이르고 있다.
건물은 일반적인 재사건축의 양식을 보여주고 있으며 건축연대는 종도리 장여 묵서에 기록되어 있는 "聖上之十二年乙亥"에 의해서 조선시대인 1875년에 건축된 것으로 언급되고 있다.
그리고 시사재가 건축적으로 그동안 보수와 중수를 거치면서 원형을 완전히 유지하지 못한 아쉬움은 있지만 장소성 측면에서 전주류씨 시조비를 추모하는 모임의 터전임으로 전주의 역사적 의미와 상징성이 있는 건물로 볼 수 있으며 전주를 대표하는 큰 성씨(姓氏) 유적으로서 정신사적 의미가 크며, 지역문화유산으로도 보존할 만한 가치가 있다.

## 지정 사유
시사재는 전주 류씨의 시조인 류습의 부인 전주 최씨의 재사(齋舍)이며, 건물은 일반적인 재사(齋舍)건축의 양식을 보여주고 있다. 전주류씨 시조비를 추모하는 모임의 터전임으로 전주의 역사적 의미와 상징성이 있는 건물로 볼 수 있으며 전주를 대표하는 큰 성씨(姓氏) 유적으로서 정신사적 의미가 크다.